# Chiesa di Santa Maria Annunciata (Muralto)
La chiesa di Santa Maria Annunciata è un edificio religioso che si trova a Muralto, nei pressi del santuario della Madonna del Sasso, in Canton Ticino.

## Storia
La costruzione venne eretta fra il 1497 ed il 1499. La sagrestia è probabilmente posteriore, anche se viene citata già nel 1578. Nel 1814 la navata venne dimezzata in modo da ampliare lo spazio esterno dedicato alle processioni. La facciata neogotica risale al triennio 1883-1885, quando la chiesa fu restaurata.

## Descrizione
La chiesa ha una pianta ad unica navata, suddivisa in due campate e sovrastata da una volta a crociera. Il coro, lievemente rialzato, è coperto da una cupola. L'interno è ornato con affreschi del XVI secolo, riscoperti in seguito al restauro del 2010.